# Abdegas
Abdegas, ou Abdegos segundo frei Bernardo de Brito, era um burgo de Portugal na Idade Média. Protegido por atalaia, estava estrategicamente situada no alto de um outeiro cerca de serra de Aire, onde cresceu sob domínio islâmico. Em 1136, foi conquistado pelo rei Afonso I (r. 1112–1185). Foi citado em 1142, no foral de Leiria, como Porto Aurém (Portum Auren), e em 1159, constando na doação à Ordem dos Templários do Castelo de Ceres (Tomar). Em 1178, o rei o cedeu a sua filha Teresa, que outorgou foral em 1183 ao Mosteiro de Santa Cruz de Coimbra, em nome do eclesiástico de Ourém. Ficou em posse da família real até o século XV. No século XIII, sua fortificação foi reconstruída e, intramuros, sua malha urbana cresceu até à muralha, de forma elíptica.